# Коммунистическая рабочая партия (Сирия)
Коммунистическая рабочая партия (Коммунистическая партия труда, араб. حزب العمل الشيوعي‎, Hizb Al-'Amal Al-Shuyu'iy) — сирийская коммунистическая партия, активно действовавшая в 1980-х и начале 1990-х годов, затем разгромленная и возрождённая.
Представляет собой более радикальный марксистско-ленинский откол от Сирийской коммунистической партии, появившийся в августе 1976 года под названием «Лига коммунистического действия» и переименованный в Сирийскую коммунистическую партию действия 6 августа 1981 года. В основном в партию входят представители интеллигенции и студенчества, причём многие её члены — алавиты. Как и Сирийская коммунистическая партия (Политическое бюро), ныне Сирийская демократическая народная партия, является левой политической силой, на протяжении всего своего существования находившейся в оппозиции к режиму клана Асадов.

## История
По данным блога «AngryArab News Service», изначально партия боролась против правительства с оружием в руках. По данным же правозащитных организаций, её деятельность носила исключительно ненасильственный характер. Партия, запрещённая баасистским правительством с момента своего создания, подвергалась многочисленным репрессиям, в ходе которых только в 1986 году было арестовано 200 её членов. 21 член партии были осуждены Верховным судом государственной безопасности за «членство в тайной организации, созданной с целью изменения экономической или социальной структуры государства». Amnesty International выразила протест от имени политзаключённых.
Партия выросла из студенческого радикализма 1970-х, на ней отразились просандинистские, геваристские и маоистские тенденции. Интернационализм и международная солидарность занимали важное место в её деятельности, и партия сотрудничала с палестинской диссидентской группой под названием «Палестинские народные комитеты» в лагере беженцев Ярмук в Дамаске. Группа была основана в 1983 году и распущена в 1985 году после кампании арестов против сирийской партии.
Партия продолжала подпольно распространять свои издания — «ар-Райя аль-Хамраа» («Красное знамя»), «аш-Шуйи» («Коммунист»), «аль-Брулитари» («Пролетарий») — до 1991 года. Однако уже в 1992 году партия была разгромлена в ходе широкомасштабной кампании арестов, и многие её члены были приговорены Высшим судом государственной безопасности Сирии к длительным срокам тюремного заключения. 6 августа 2003 года партия объявила о своём возвращении на политическую сцену в заявлении, за которым последовала публикация нового печатного органа под названием «аль-Ан» («Сейчас»).
Партию возглавляет генеральный секретарь Фатех Джамус, находившийся в заключении с 1982 по 2000 год. В 2006 году его снова арестовали. Из других руководителей партии Абдуль-Азиз аль-Хаир был заключён на 14 лет, а Мондер Хаддам — на 13 лет. Одна из осуждённых активисток партии, дантистка Тухама Махмуд Маруф, получила условный срок в 1995 году, но была вновь арестована и приговорена к отбыванию наказания в 2010 году по неразглашенным причинам. В феврале 2011 года она начала голодовку в знак протеста против условий её содержания в тюрьме Адра. Она была освобождена 20 июня того же года в ходе массовой амнистии для политических диссидентов.
Коммунистическая рабочая партия входила в ряд коалиций оппозиционных левых и демократических сил. Так, в 2006 году партия присоединилась к Дамасской декларации и «Национальному демократическому альянсу», а в 2007 году — к альянсу «Марксистское левое объединение». Несколько её членов, такие как Мондер Хаддам и Абдуль-Азиз аль-Хаир, после начала Сирийской революции участвовали в создании Национального координационного комитета за демократические перемены.
С началом гражданской войны в Сирии партия однозначно встала на сторону сирийской оппозиции, действуя на её территории и в рамках её политической системы. При этом она выступала против иностранных военных интервенций и за диалог с правительством Асада, поддерживая мирный план посредника ООН Кофи Аннана. Их политическими целями в Сирии заявлены свободные выборы, разделение властей, светское демократическое правительство, свобода слова и собраний, а также равные права для всех граждан.
Абдуль-Азиз аль-Хаир был арестован на блокпосту в Дамаске и пропал без вести 21 сентября 2012 года после возвращения в Сирию с переговоров о сирийском кризисе с китайским руководством, а именно с министром иностранных дел КНР Яном Цзечи. Хотя о его местонахождении после ареста «средь бела дня» справлялся сам представитель ООН по Сирии Лахдар Брахими, лично знакомый с аль-Хаиром, никакой информации о том, что с ним случилось, получить не удалось. Координационный комитет опроверг сообщения о его гибели в застенках, но возложил ответственность за случившееся на правительство.
В начале 2018 года партия осудила турецкую военную операцию в Африне против курдских сил.